# Conveni de Tàrrega
El Conveni de Tàrrega signat per Jaume el Conqueridor i Ponç de Cabrera el 1236 establí que el Comtat d'Urgell esdevenia vassall del Comtat de Barcelona.
La mort sense descendència de la comtessa Aurembiaix el 1231 va significar l'extinció de la primera dinastia d'Urgell. Aleshores, començà la Guerra pel Comtat d'Urgell entre els comtes de Barcelona, que volien incorporar el comtat a la Corona, i la casa de Cabrera, hereva del comtat pel seu parentiu amb la primera dinastia. El 1236, pel conveni signat a Tàrrega, Jaume el Conqueridor reconegué la possessió del comtat d'Urgell a Ponç de Cabrera a canvi, esdevenia vassall seu.